# Оберзимменталь (округ)
Оберзимменталь (нем. Bezirk Obersimmental) — бывший округ в Швейцарии. Центр округа — город Цвайзиммен.
Округ входил в кантон Берн. С 1 января 2010 года объединён с округом Занен в новый округ Оберзимменталь-Занен.

## Коммуны округа
| Герб               | Коммуна            | Население (2007) | Площадь км² | Официальный код |
| ------------------ | ------------------ | ---------------- | ----------- | --------------- |
| Больтиген          | Больтиген          | 1409             | 77,0        |                 |
| Ленк-им-Зимменталь | Ленк-им-Зимменталь | 2319             | 123,1       |                 |
| Санкт-Штефан       | Санкт-Штефан       | 1338             | 60,9        |                 |
| Цвайзиммен         | Цвайзиммен         | 2953             | 73,1        |                 |
|                    | Итого (4)          | 8019             | 334,1       |                 |